# Моксяков, Анатолий Алексеевич
Анатолий Алексеевич Моксяков (1928—2015) — советский партийный, хозяйственный и государственный деятель. Председатель Мытищинского исполкома городского Совета народных депутатов (1971—1976). Почётный гражданин города Мытищи (2000).

## Биография
Родился 8 февраля 1928 года в деревне Старочернеево, Рязанской области в многодетной крестьянской семье.
С 1941 года в период Великой Отечественной войны начал свою трудовую деятельность на трудовом фронте, колхозником в местном совхозе.  
В 1945 году окончил среднюю школу получив среднее образование. С 1947 по 1948 годы обучался в Казанском авиационном институте, проучившись до второго курса института, А. А. Моксяков был вынужден уйти из института чтобы помочь семье находившейся в тяжёлом положении. С 1948 по 1949 год работал учителем по физкультуре в Старочернеевской семилетней школе.
С 1949 года был призван в ряды Советской армии и был направлен в сержантскую школу, после окончания которой направлен в действующую армию. Служил на офицерской должности, был — освобождённым секретарём ВЛКСМ воинской части.
Окончив офицерские курсы усовершенствования политического состава, был произведён в лейтенанты, служил на различных политических должностях в Советской армии до 1955 года. В 1955 году был уволен из рядов Советской армии. 
С 1955 по 1969 годы работал в Лобненском индустриальном техникуме, на различных должностях, был — инспектором производственного обучения, преподавателем специальных дисциплин, заместителем директора и секретарём партийной организации Лобненского индустриального техникума. Без отрыва от основной деятельности А. А. Моксяков в 1958 году закончил Лобненский индустриальный техникум и в 1965 году — Всесоюзный заочный инженерно-строительный институт.
С 1969 по 1971 годы А. А. Моксяков руководил Лобненским горисполкомом Совета народных депутатов, за двухгодичный период руководством Лобней, А. А. Моксяков добился начала строительства Центральной Лобненской городской больницы. С 1971 по 1976 годы — первый заместитель председателя и председатель исполнительного комитета Мытищинского городского Совета народных депутатов.
С 1976 по 1988 годы работал заместителем директора по капитальному строительству Мытищинского машиностроительного завода. С 1990 по 1994 годы — первый заместитель председателя Мытищинского городского Совета. С 1994 по 1997 годы — директор   муниципального предприятия «Управление инвестиций капитального строительства». 
В 2000 году «за большие заслуги в развитии города Мытищи» А. А. Моксяков был удостоен почётного звания — Почётный гражданин города Мытищи.
Скончался 22 мая 2015 года в городе Мытищи.

## Награды
- Медаль «Ветеран труда» (1988)
- Медаль «За доблестный труд в Великой Отечественной войне 1941—1945 гг.» (1991)
- Медаль «В ознаменование 100-летия со дня рождения Владимира Ильича Ленина» (1970)

Медаль «В память 850-летия Москвы»

### Звание
- Почётный гражданин города Мытищи (№ 6/1 от 18 сентября 2000 года[1])